# Charles Rowley
Sir Charles Rowley, 1. baronet Rowley z Hill House (Sir Charles Rowley, 1st Baronet Rowley of Hill House) (16. prosince 1770 – 10. října 1845, Brighton, Anglie) byl britský admirál. Od patnácti let sloužil u Royal Navy, vynikl v závěru napoleonských válek, poté byl velitelem na různých místech britské koloniální říše, zastával též funkce v námořní administraci a u dvora. V roce 1836 byl povýšen do šlechtického stavu a v roce 1837 dosáhl hodnosti admirála.

## Kariéra
Pocházel z rodiny s tradiční službou v námořnictvu, byl vnukem velkoadmirála Williama Rowleye. Narodil se jako čtvrtý syn admirála Sira Joshuy Rowleye (1734–1790). V námořnictvu sloužil od roku 1785 a již v devatenácti letech byl poručíkem. V 90. letech sloužil v severní Americe, většinu doby napoleonských válek bojoval ve Středomoří. Pod velením admirála Smitha se zúčastnil bojů u italských břehů, v závěru napoleonských válek dobyl Terst a Rijeku, načež dosáhl hodnosti kontradmirála a získal rakouský Řád Marie Terezie, v roce 1815 navíc obdržel Řád lázně a stal se i rytířem hannoverského Řádu Guelfů. V letech 1815–1818 byl velitelem v Severním moři, poté vrchním velitelem na Jamajce (1820–1823). V roce 1825 dosáhl hodnosti viceadmirála a v letech 1834–1835 byl v rámci admirality třetím námořním lordem. V letech 1832–1837 byl též lordem komořím Viléma IV. V roce 1837 byl povýšen na admirála a svou kariéru zakončil jako velitel v Portsmouthu (1842–1845).

## Rodina a potomstvo
V roce 1797 se oženil s Elizabeth King (1771–1838), dcerou admirála a guvernéra v Newfoundlandu Richarda Kinga (1730–1806). Měli spolu sedm dětí, synové sloužili převážně v armádě, dědicem titulu baroneta byl nejstarší syn podplukovník Sir Charles Rowley (1801–1884). Dcera Louise (1802–1884) se provdala za 11. hraběte z Kinnoullu ze staré skotské šlechty.
Jeho sídlem byl zámek Hill House v Suffolku, od jehož názvu byl odvozen titul baroneta, který Charles získal v roce 1836. Po vymření starší linie byly oba tituly baroneta v roce 1997 sloučeny v jedné osobě, současným představitelem rodu je Sir Richard Rowley, 8. baronet z Hil House a 9. baronet z Tendring Hall (*1959).
Charlesův starší bratr Bartholomew Rowley (1764–1811) sloužil též u námořnictva a v hodnosti viceadmirála zemřel jako vrchní velitel na Jamajce. Vysokých hodností u námořnictva dosáhli také jejich bratranci viceadmirál Josias Rowley (1765–1842) a kontradmirál Samuel Campbell Rowley (1774–1846).